# Re-Volt
Re-Volt – komputerowa gra wyścigowa wydana w 1999 roku przez studio Acclaim Entertainment, dostępna na komputery osobiste oraz konsole PlayStation, Nintendo 64 i Dreamcast. Gra polega na wyścigach modeli samochodów RC sterowanych drogą radiową, które odbywają się w różnorodnych sceneriach (supermarket, ogród botaniczny itd.).

## Rozgrywka
Do dyspozycji gracza oddanych jest 28 modeli zdalnie sterowanych samochodów, które są podzielone na pięć klas (rookie, amateur, advanced, semi-pro oraz pro). Zawody przeprowadzane są na 14 trasach podzielonych na 4 kategorie (easy, medium, hard oraz extreme), które można również pokonywać w ich lustrzanym odbiciu oraz w przeciwnym kierunku. Kolejne samochody i trasy odblokowywane są w miarę wygrywania kolejnych medali za udział w turniejach (brązowy, srebrny, złoty, platynowy). Wyścigi urozmaicają rozrzucone po trasach bonusy, zarówno wspomagające pojazd gracza (chwilowe przyśpieszenie, nietykalność), jak również działające na szkodę przeciwników (plama oleju, impuls elektryczny itp.).

### Gra wieloosobowa
W wersjach na konsole rozgrywka w trybie wieloosobowym pozwala na rywalizację 2-4 graczy dzięki trybowi podzielonego ekranu, natomiast w wersji PC możliwa jest jedynie rozgrywka przez Internet.

### Edytor tras
Wszystkie wersje gry posiadają wbudowany edytor tras, w skład którego wchodzą różnorodne moduły, takie jak mosty, skocznie, rynny, z których można zbudować ogromną liczbę unikalnych tras. Po stworzeniu nowego poziomu może on służyć zarówno w trybie rozgrywki dla pojedynczego gracza, jak i w grze wieloosobowej.

## Odbiór gry
Gra spotkała się z pozytywnymi reakcjami recenzentów, uzyskując według agregatora GameRankings średnią ocen wynoszącą 79,36% w wersji na konsolę Dreamcast oraz 76,76% w wersji na komputery osobiste.